# Valentîna Țerbe-Nesina
Valentîna Țerbe-Nesina (n. 8 ianuarie 1969, Poliske, Korostenskîi raion, RSS Ucraineană, URSS) este o biatlonistă ce a reprezentat Uniunea Republicilor Sovietice Socialiste, medaliată olimpică. A participat la 2 ediții ale Jocurilor Olimpice (1994, 1998) în care a câștigat o medalie de bronz.